# Tennistoernooi van Rosmalen 2024
Het tennistoernooi van Rosmalen van 2024 werd van maandag 10 tot en met zondag 16 juni 2024 gespeeld op de grasbanen van het Autotron Expodome in de Nederlandse plaats Rosmalen, onderdeel van de gemeente 's-Hertogenbosch. De officiële naam van het toernooi was Libéma Open.
Het toernooi bestond uit twee delen:
- WTA-toernooi van Rosmalen 2024, het toernooi voor de vrouwen
- ATP-toernooi van Rosmalen 2024, het toernooi voor de mannen

## Toernooikalender
| Rosmalen          | juni 2024 | juni 2024 | juni 2024 | juni 2024 | juni 2024    | juni 2024    | juni 2024 |
| Rosmalen          | maa 10    | din 11    | woe 12    | don 13    | vrĳ 14       | zat 15       | zon 16    |
| ----------------- | --------- | --------- | --------- | --------- | ------------ | ------------ | --------- |
| vrouwenenkelspel  | 1e ronde  | 1e ronde  | 2e ronde  | 2e ronde  | kwartfinale  | halve finale | finale    |
| vrouwendubbelspel | 1e ronde  | 1e ronde  | 1e ronde  | 2e ronde  | halve finale | halve finale | finale    |
| mannenenkelspel   | 1e ronde  | 1e ronde  | 2e ronde  | 2e ronde  | kwartfinale  | halve finale | finale    |
| mannendubbelspel  | 1e ronde  | 1e ronde  | 1e ronde  | 2e ronde  | halve finale | finale       |           |

ATP-toernooi van Rosmalen – WTA-toernooi van Rosmalen

1996 · 1997 · 1998 · 1999 · 2000 · 2001 · 2002 · 2003 · 2004 · 2005 · 2006 · 2007 · 2008 · 2009 · 2010 · 2011 · 2012 · 2013 · 2014 · 2015 · 2016 · 2017 · 2018 · 2019 · 2020-2021 · 2022 · 2023 · 2024